# Guillaume Joseph d'Aspremont-Lynden
 (juin 2021).
Si vous disposez d'ouvrages ou d'articles de référence ou si vous connaissez des sites web de qualité traitant du thème abordé ici, merci de compléter l'article en donnant les références utiles à sa vérifiabilité et en les liant à la section « Notes et références ».
Pour les articles homonymes, voir Aspremont et Lynden.
Guillaume-Joseph-Hyacinthe-Gobert-Maurice, comte d'Aspremont-Lynden et du Saint-Empire (1702-1779),, est un feld-maréchal au service de l'Autriche, commandeur de l’ordre de Marie-Thérèse et chambellan de l’impératrice. Il participa aux guerres contre les Turcs et à la guerre de Sept Ans. Il se distingua au cours de celle-ci notamment lors de la bataille de Kolin après laquelle il recut, en récompense de sa valeur, la croix de commandeur de l’ordre de Marie-Thérèse et le gouvernement de la Moravie.